# CH-11
CH-11 — мисливець за підводними човнами Імперського флоту Японії, який узяв участь у Другій світовій війні.

## Загальна інформація
CH-11 спорудили у 1939 році на верфі Tsurumi Ironworks у Йокогамі. По завершенні корабель підпорядкували військово-морському округу Майдзуру (обернене до Японського моря узбережжя Хонсю).

## Операції у Південно-Східній Азії
На момент вступу Японії у Другу світову війну CH-11 належав до 31-го дивізіону мисливців за підводними човнами зі складу 2-ї військово-морської бази. Першим бойовим завданням корабля став супровід транспортів, що мали висадити допоміжний десант на півночі філіппінського острова Лусон у районі Вігану (CH-11 був лише одним з кораблів охорони цього загону нарівні з легким крейсером, 7 есмінцями та численними тральщиками і мисливцями за підводними човнами). 7 грудня 1941-го вони рушили з Мако (важлива база японського ВМФ на Пескадорських островах у південній частині Тайваньської протоки), а 10 грудня висадили війська у обраному місці, при цьому загін зазнав втрат від дій ворожої авіації.
На початку січня 1942-го CH-11 уже перебував у порту Давао на південному узбережжі острова Мінданао (японці оволоділи ним ще у другій половині грудня). 7 січня він разом з іншими кораблями численного ескорту вийшов для охорони транспортів, які в ніч проти 11 січня висадили десант на острові Таракан (центр нафтовидобутку біля північно-східного узбережжя Борнео). При цьому вранці 10 січня CH-11 захопив британське вантажне судно Baynain (659 GRT), яке прямувало з Таракану, а за кілька годин по тому разом з іншим мисливцем CH-12 узяв під контроль нідерландський буксир Parsifal (60 GRT).
21 січня 1942-го CH-11 залишив Таракан для супроводу транспортів, що в ніч проти 24 січня десантували японські війська у Балікпапані (ще один центр нафтовидобувної промисловості на східному узбережжі Борнео). У цій операції японці втратили кілька суден від атак авіації, підводного човна та есмінців, втім, варто відзначити, що CH-11 був лише одним з кораблів охорони нарівні з легким крейсером, 10 есмінцями та численними тральщиками і мисливцями за підводними човнами.
10 березня 1942-го CH-11 дістав наказ патрулювати підходи до Маніли з метою блокади ворожих сил, які тримались на півострові Коррехідор та острові Батаан. Цим корабель займався до 9 травня, коли зазначені гарнізони капітулювали.

## Служба у Японії
11 травня 1942-го CH-11 полишив Манільську бухту та попрямував до метрополії, при цьому він вже рахувався у складі загону охорони військово-морської бази Куре. До кінця вересня корабель займався патрульно-ескортною службою в районі протоки Бунго (веде між островами Сікоку та Кюсю у Внутрішнє Японське море) із базуванням на порт Саєкі (північно-східне узбережжя Кюсю), за виключенням періоду з 28 червня по 6 серпня, коли він перебував у Майдзуру (обернене до Японського моря узбережжя Хонсю).

## Служба у Океанії
7 серпня 1942-го союзники висадились на сході Соломонових островів, що започаткувало шестимісячну битву за Гуадалканал та змусило японське командування спрямовувати у регіон підкріплення. 2—15 жовтня CH-11 та ще два мисливця супроводили конвой «Окі-6» з Саєкі до Рабаула (головна передова японська база у архіпелазі Бісмарка, з якої провадились операції на Соломонових островах та сході Нової Гвінеї). При цьому під час переходу підводний човен потопив один з транспортів конвою.
CH-11 залишився у Океанії та до кінця листопада 1942-го здійснював протичовнове патрулювання в околицях атола Трук (центральні Каролінські острови), де ще до війни облаштували важливу базу японського флоту.
23–28 листопада 1942-го корабель перейшов до Палау (важливий транспортний хабу на заході Каролінських островів), де залишався більше місяця, допоки 7—10 січня 1943-го не повернувся на Трук у охороні ешелонів A та B конвою № 35 (транспортував підкріплення з Китаю на Соломонові острова). 19 січня CH-11 та переобладнаний канонерський човен вийшли з Труку для супроводу ешелону С конвою № 35 до Бугенвіля. Наступної доби американський підводний човен потопив два транспорти, разом з якими загинуло біля 900 осіб. CH-11 разом іншими кораблями (на допомогу з Труку прибув есмінець) провадив порятунок вцілілих (всього вдалось врятувати біля 3 тисяч військовослужбовців). Після цього CH-11 попрямував назад та 24 січня повернувся на Трук.
До кінця березня 1943-го корабель ніс патрульно-ескортну службу в околицях Труку, після чого до середини травня проходив тут ремонт. 24 травня CH-11 полишив Трук та пройшов до Японії, де став на ремонт у Майдзуру.
12–21 серпня 1943-го CH-11 у складі охорони конвою O-208 пройшов з Саєкі до Палау. У вересні корабель був вже в Рабаулі, де узявся за патрульно-ескортну службу.
Вранці 5 листопада 1943-го CH-11 разом з переобладнаним мисливцем за підводними човнами «Асахі-Мару № 9» вийшли з Рабаула, щоб супроводити транспорт «Асаяма-Мару» до острова Бугенвіль (західні Соломонові острова), на який 1 листопада висадився ворожий десант. 6 листопада в районі на захід від Буки (порт на однойменному острові біля північного узбережжя Бугенвілю, за сотню кілометрів від місця висадки американців) літаки B-25 «Мітчелл» атакували та потопили «Асаяма-Мару» і обидва мисливці.